# Aurel Kostrakiewicz
Aurel Kostrakiewics, cunoscut și ca Aurel Kostrachievici sau Kostrakiwicz etc., (n. 21 august 1930 Cernăuți, România) este un editor de imagine și operator de film român.

## Filmografie

### Operator
- Pe răspunderea mea (1956) - asistent operator
- Răscoala (1966) - cameraman
- Șapte băieți și o ștrengăriță (1967) - operator-șef al echipei a II-a

### Director de imagine
- Băieții noștri (1960) - în colaborare cu Nicolae Girardi
- Post restant (1962) - în colaborare cu Nicolae Girardi
- Răutăciosul adolescent (1969)
- Adio dragă Nela (1972)
- Ciprian Porumbescu (1973) - în colaborare cu Ovidiu Gologan
- Pe aici nu se trece (1975)
- Cercul magic (1975)
- Misterul lui Herodot (1977)
- Vlad Țepeș (1979)
- Rug și flacără (1980)
- Iancu Jianu zapciul (1981)
- Iancu Jianu haiducul (1981)
- Grăbește-te încet (1982)
- Secretul lui Bachus (1984)
- Sosesc păsările călătoare (1985)
- Secretul lui Nemesis (1987)
- Egreta de fildeș (1988)
- Liceenii Rock'n'Roll (1991)

- Cununa de lauri / (1986)
- Gloria nu cîntă / Gloria nu cântă (1976)
- Un august în flăcări (1973)
- Globul de cristal (1964)
- Joc de cuburi (1958)